# Фернандес, Шайло
Шайло Томас Фернандес (англ. Shiloh Thomas Fernandez; род. 26 февраля 1985 года, Юкайа, Калифорния, США) — американский актёр, а также модель. Наиболее известен ролью Питера в фильме «Красная Шапочка».
Претендовал на роль Эдварда Каллена в фильме «Сумерки».

## Фильмография
| Год       | Фильм                                 | Оригинальное название фильма | Персонаж          |
| --------- | ------------------------------------- | ---------------------------- | ----------------- |
| 2006—2007 | «Иерихон»                             | Jericho                      | Шон Хенторн       |
| 2007      | «C.S.I.: Место преступления Нью-Йорк» | CSI: NY                      | Джейк Фервик      |
| 2008      | «Кадиллак Рекордс»                    | Cadillac Records             | Фил Чесс          |
| 2008      | «Мертвячка»                           | Deadgirl                     | Рикки             |
| 2008      | «Ночные сады»                         | Gardens of the Night         | Купер             |
| 2009      | «Такая разная Тара»                   | United States of Tara        | Бенджамин Ламберт |
| 2009      | «Сплетница»                           | Gossip Girl                  | Оуэн Кампос       |
| 2010      | «Скейтлэнд»                           | Skateland                    | Ричи Уилер        |
| 2010      | «Ускользающее счастье»                | Happiness Runs               | Джейк             |
| 2011      | «Красная Шапочка»                     | Red Riding Hood              | Питер             |
| 2012      | Группировка «Восток»                  | The East                     | Лука              |
| 2012      | «Сироп»                               | Syrup                        | Скэт              |
| 2013      | «Зловещие мертвецы»                   | The Evil Dead                | Дэвид             |
| 2013      | «Глубокий снег»                       | Deep Powder                  | Дэнни             |
| 2013      | «Белая птица в метели»                | White Bird in a Blizzard     | Фил Хиллман       |
| 2015      | «Вернуть отправителю»                 | Return to Sender             | Уильям Финн       |
| 2015      | «128 ударов сердца в минуту»          | We Are Your Friends          | Олли              |
| 2016      | «Длинная ночь, короткое утро»         | Long Nights Short Mornings   | Джеймс            |
| 2016      | «Удалённая местность»                 | Edge of Winter               | Ричард            |
| 2016      | «Падающая вода»                       | Falling Wate                 | Левон             |
| 2017      | «Цыганка»                             | Gypsy                        | Том Девинс        |
| 2019      | «Игра с огнём»                        | Burn                         | Перри             |
| 2022      | «Проникновение»                       | Private Property             | Бен               |
| 2023      | «Отзвуки прошлого»                    | The Old Way                  | Бутс              |